# Caballo viejo (canción)
«Caballo viejo» es una canción popular venezolana, con letra y música de Simón Díaz. Integra el álbum Golpe y Pasaje de 1980. Ha sido objeto de valiosos reconocimientos, y es considerada entre las famosas e importantes canciones llaneras de Venezuela.

## Historia
La canción fue compuesta alrededor de 1980.
Ha sido traducida a doce idiomas y versionada por numerosos artistas y conjuntos musicales, la primera grabación fue hecha por Mirtha Pérez de la mano del propio Simón Díaz (existen alrededor de 300 versiones de ella). Entre ellos: Los Machucambos, Papo Lucca, Celia Cruz, María Dolores Pradera, Julio Iglesias, Mirla Castellanos, Martín Zarzar, Gilberto Santa Rosa, José Luis Rodríguez, Opus Cuatro, Pepe Arévalo y su orquesta, Polo Montañes, Familia Valera Miranda, Oscar D'León, Ray Conniff, Freddy López, Juan Gabriel, Celso Piña, Los Corraleros de Majagual, Lisandro Meza, Raphael, Rubén Blades, Roberto Torres, Tania Libertad, Carlos Nuño con La Grande de Madrid (en un popurrí homenaje a Julio Iglesias, titulado "Medley"), Armando Manzanero, Ry Cooder, Martirio, Susana Harp, Bareto, Plácido Domingo, Kumbia Queers, Chaqueño Palavecino, Los Tucu Tucu, Horacio Guarany, Circo Vulkano, Arca y en el repertorio de The United States Army Field Band como parte del Mes de la Hispanidad 2011.[cita requerida]
También, se incluyó en el popurrí Bamboleo de los Gipsy Kings.